# Gray’s Anatomy
Gray’s Anatomy, właśc. Henry Gray’s anatomy of the human body – anglojęzyczny podręcznik anatomii prawidłowej. Pierwsze wydanie ukazało się w 1858 roku w Wielkiej Brytanii pod tytułem Gray’s Anatomy: Descriptive and Surgical Theory, i rok później w Stanach Zjednoczonych. Jego autor, Henry Gray, zaraził się ospą od bratanka, którym opiekował się podczas choroby. W rezultacie zmarł w wieku 34 lat, krótko po ukazaniu się drugiego wydania podręcznika.
We wrześniu 2008 nakładem Elsevier ukazało się jubileuszowe, 40. wydanie książki.
Polskie wydanie nosi tytuł Gray Anatomia. Podręcznik dla studenta. Jest wydawane przez wydawnictwo Edra Urban & Partner w trzech tomach:
- Tom 1: Anatomia ogólna, Anatomia układu ruchu
- Tom 2: Anatomia narządów wewnętrznych
- Tom 3: Anatomia głowy i szyi.